# Kidz In Da Hood
Kidz In Da Hood (Zweeds: Förortsungar) is een Zweedse film uit 2006. De film gaat over familie, vreemdelingenpolitiek, de dood, volwassen worden, vriendschap, muziek en liefde. De Nederlandse première van de film was op 11 november 2007. De film werd al eerder vertoond voor basisscholen en op Cinekid 2007.

## Samenvatting
Amina, een negenjarig weesmeisje, is met haar opa naar Zweden gevlucht. Ze verblijven daar nu illegaal en moeten steeds verhuizen. Ze vinden onderdak bij Johan. Vlak daarna sterft de opa van Amina aan een hartaanval. Al snel ontwikkelt zich een band tussen Johan en Amina. Amina leert Mirre kennen, een buurmeisje dat kan rappen. Mirre is ook een weeskind en woont bij haar tante Maggan, die zich meer bezighoudt met rock-'n-roll dan met het verzorgen van Mirre. Amina wordt in het vriendenclubje van Mirre opgenomen. Later, als Johan in aanmerking wil komen voor het pleegouderschap, lijkt alles goed te gaan totdat Maggan de politie belt omdat ze in de kelder van het huis gestolen spullen heeft ontdekt. Amina wordt gebracht naar een verblijf waar ze moet blijven, maar de volgende dag bedenken Mirre en de jongens een plan om Amina terug naar huis te krijgen. Ook worden de echte daders van de gestolen spullen in de val gelokt door de kinderen en worden de echte daders gearresteerd en Johan komt dan vrij. Amina blijft immers wonen bij Johan, die trouwens uit zijn rockband stapt om voor Amina te zorgen.

## Rolverdeling
| Acteur               | Personage | Opmerkingen |
| -------------------- | --------- | ----------- |
| Beylula Kidane Adgoy | Amina     | Hoofdrol    |
| Gustaf Skarsgård     | Johan     | Hoofdrol    |
| Embla Hjulström      | Mirre     |             |
| Jennifer Brown       | Janet     |             |
| Sanna Ekman          | Maggan    |             |
| Sunil Munshi         | Jesper    |             |
| Hannu Kiaviaho       | Pecka     |             |
| Teodor Runsjö        | Micke     |             |
| Jonathan Kurkson     | Hassan    |             |
| Alejandro Castillo   | Antonio   |             |
| Dogge Doggelito      | Viktor    |             |
| Ahmadu Jah           | Said      |             |
| Fredrik Eddari       | Ali       |             |
| Olle Sarri           | Berra     |             |